# 샤킬 오닐
샤킬 래숀 오닐(영어: Shaquille Rashaun O'Neal, 1972년 3월 6일 ~ )은 미국의 은퇴한 프로 농구 선수이다. 신장 216cm, 체중 147kg의 뛰어난 체격을 가졌으며, 뛰어난 슬램 덩크와 함께 NBA 역사상 가장 위력적인 센터 중의 한 명으로 평가된다.   올랜도 매직 (1992년 ~ 96년), 로스앤젤레스 레이커스 (1996년 ~ 2004년), 마이애미 히트 (2004년 ~ 08년), 피닉스 선스 (2008년 ~ 09년), 클리블랜드 캐벌리어스 (2009년 ~ 10년)와 보스턴 셀틱스 (2010년 ~ 11년)과 활약하면서 4회의 결승전 우승(2000년, 2001년, 2002년, 2006년)을 거두었다.  한때 래퍼이기도 했다.  대한민국방송 JTBC(버라이어티 쇼) 방송프로 학교 다녀오겠습니다라는 프로그램에 출연하기도 했다.

## 어린 시절
뉴저지주 뉴어크에서 태어난 오닐은 텍사스주 샌안토니오에 있는 콜 고등학교를 졸업 후 루이지애나 주립 대학교에 입학하여 NBA에서 가장 지배적인 선수들 중 하나가 되었다.
루이지애나 주립 대학교에서 자신의 세월 동안 오닐은 7 피트 315 파운드로 "올해의 대학 선수"(1991년)로 뽑히고, 2번이나 만장 일치의 퍼스트 팀 올아메리칸(1991년 ~ 92년)으로 선발되었다. 1992년 이후 대학을 그만 두고, 프로 선수로서의 경력을 쌓기 위해 NBA에 도전한다.

## 프로 경력

#### 올랜도 매직
올랜도 매직과 자신의 루키 시즌에 오닐은 득점, 리바운드, 블록과 슈팅 퍼센티지에서 톱 10에 들어왔다.  이름나게 나쁜 프리스로 슛을 쏘는 선수인 오닐은 파워 슬램에서 자신의 포인트들을 더 많이 얻는 데 전념하고, 원기 왕성한 NBA의 센터들은 그에게 쉬운 슛을 주는 것보다 그를 파울시키는 시도를 하는 데 빠르게 배웠다.  오닐은 리그에서 자신의 첫 주에 "이번 주의 선수"로 임명되는 데 NBA 역사상 첫 선수가 되었다.

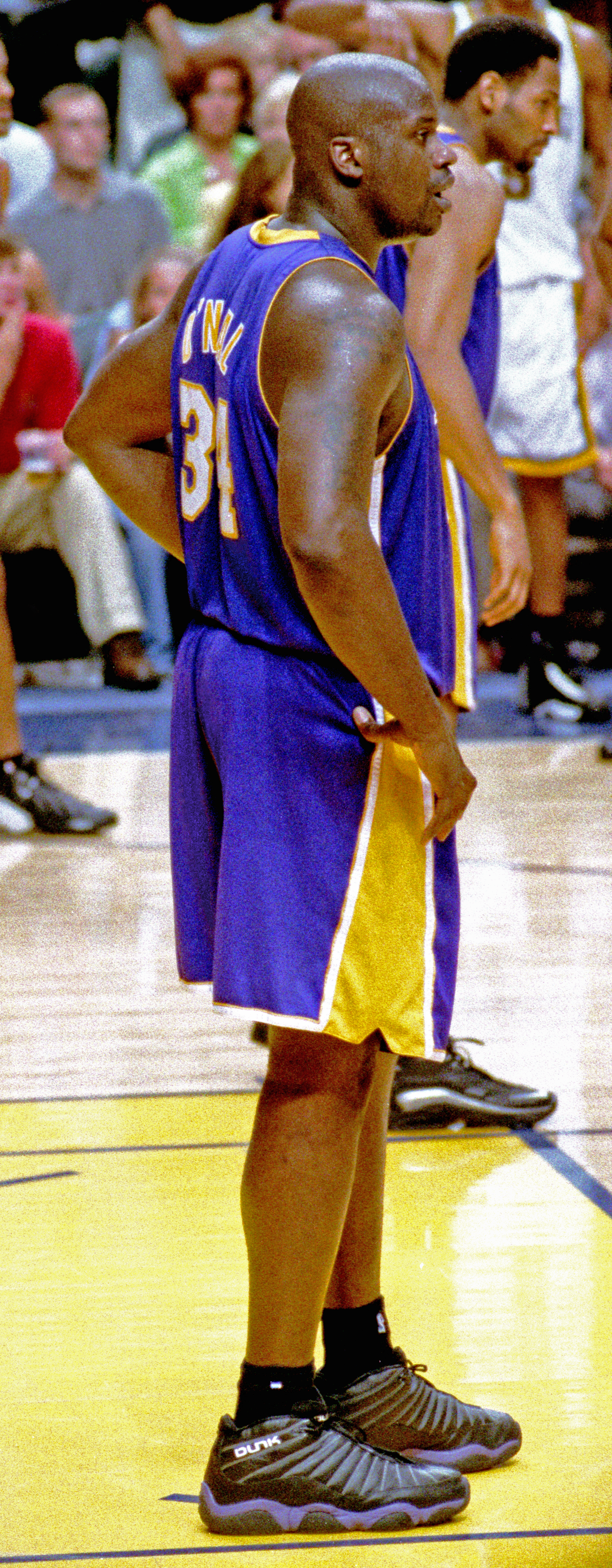
로스앤젤레스 레이커스 활약 시절의 오닐

### 로스앤젤레스 레이커스
1996년 오닐은 1억 2천만 달러를 위하여 7년의  로스앤젤레스 레이커스와 NBA 역사상 가장 큰 계약을 맺었다.  동년에 그는 애틀랜타에서 열린 하계 올림픽에서 미국의 드림 팀이 금메달을 획득하는 도움을 주었다.
10년간의 말기에 오닐은 3회의 올NBA 서드 팀(1994년, 1996년과 1997년)과 2회의 올NBA 세컨드 팀(1995년, 1999년)의 일원이었으며 1998년 올NBA 퍼스트 팀에 자리를 얻었다.  2000년 샤킬 오닐은 NBA의 MVP로 임명되었다.
2000년 ~ 01년 시즌을 대비하여 레이커스는 오닐을 3년, 88.5백만 달러의 계약 확장에 계약을 맺고 인생보다 큰 센터는 팀에게 3연속 챔피언십(2000년, 2001년과 2002년)을 배달하는 도움을 주었다.  2004년 자라나는 팀의 관리와 당황과 동료 선수 코비 브라이언트와 불화에 이어 오닐은 마이애미 히트로 이적된다.

### 마이애미 히트
2004년 ~ 05년 시즌 동안 오닐은 더블-더블(한 경기에 22.9 포인트와 10.4 리바운드)을 평균하였고, 2006년 그는 히트가 NBA 챔피언십을 사로 잡는 데 도움을 주어 자신 경력의 4연속 우승이었다.  오닐은 2005년과 2006년 양쪽의 해에 필드골 퍼센티지에서 리그를 이끌기도 하였고, 2006년 ~ 07년 시즌 동안 그는 경력의 이정표 - 자신의 25,000번째 포인트를 득점하는 데 도달하였다.

### 피닉스 선스
히트와 함께 자신의 4번째 시즌인 2007년 ~ 08년 시즌에 이어 오닐은 피닉스 선스로 이적되었다.  그는 선스와 함께 하나의 시즌 만을 위하여 활약하려고 했으나 얻은 환호로부터 그를 멈추지 않았는 데 2008년 ~ 09년 시즌으로부터 하이라이트들은 .609의 필드골 퍼센티지와 함께 리그를 이끄는 것을 포함하고, 2009년 NBA 올스타 경기의 공동 MVP로 임명된 것이다.

### 최종의 경력

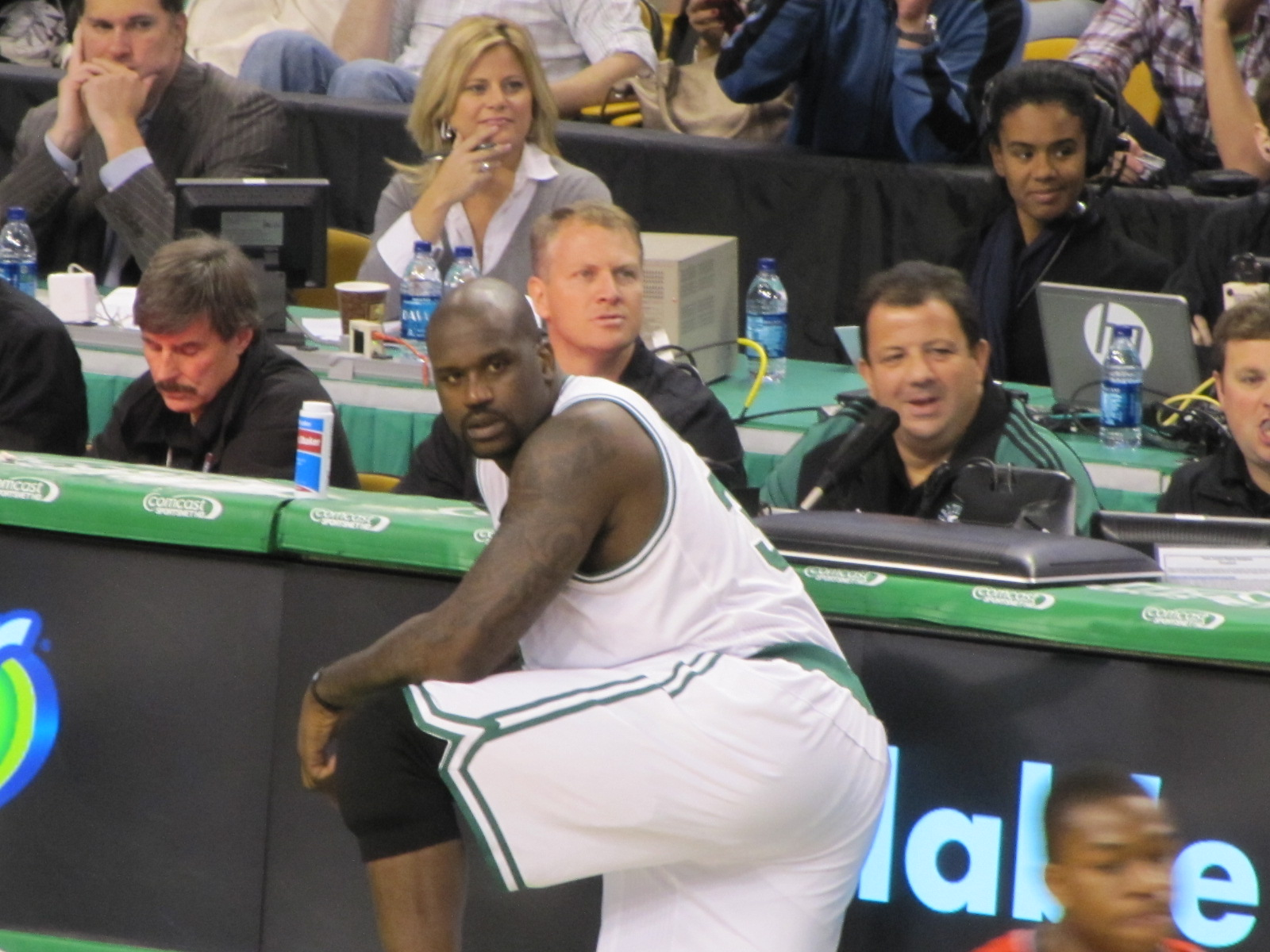
보스턴 셀틱스와 함께 (2010년)

그러고나서 오닐은 중서부로 떠나 팀에 50만 달러와 2명의 선수들에 비용을 든 이적 거래를 통하여 클리블랜드 캐벌리어스에 가입하였다.  그의 2009년 ~ 10년 하이라이트들은 자신이 11.5 포인트를 평균한 플레이오프들에서 캐벌리어스가 첫번째 근원을 얻는 데 도움을 주고, 한 경기에 12 포인트와 6.7 리바운드의 시즌 평균을 설립한 것을 포함한다.  그 일은 스포츠 역사상 오닐이 최연장 NBA 선수가 된 이 시즌 동안이기도 하였다.
캐벌리어스와 하나 만의 시즌 후, 오닐은 자유 계약 선수가 되어 2010년 8월 보스턴 셀틱스와 계약을 맺었다.  불행하게도 아킬레스 부상이 2010년 ~ 11년 시즌에 선수와 팀에 놀라운 방해를 증명하였으며, 27개의 시즌 경기들을 놓친 추가로 오닐은 2011년 플레오오프들의 첫 라운드에서 벤치에 앉았고 2번째 라운드의 2개의 경기들 만을 활약하였다.
6월 1일 오닐은 자신의 트위터에 NBA로부터 은퇴하는 데 자신의 계획들을 공고하였다.  공식적으로 은퇴한 후, TNT를 위한 NBA 분석자가 되었다.  그의 새로운 역할은 〈Inside the NBA〉에 찰스 바클리, 어니 존슨과 케니 스미스 같은 전설적 NBA 선수들과 더불어 그가 일하는 것을 보았다.  오닐은 2015년 쇼와 함께 자신의 계약을 새롭게 하였다.

## 래퍼, 영화와 텔레비전 배우
NBA 분석자로서 일하는 데 추가로 오닐은 음악인과 배우 둘다로서 자신을 새로 발명하는 데 코트로부터 떨어져 자신의 시간을 보냈다.  1993년 그는 자신의 솔로 데뷔 〈Shaq Diesel〉을 발표하였다.  데프 제프 같은 가수들로부터 도움과 함께 앨범은 백만장 이상을 팔았다.  특별 출연자들의 다수에 감사하며 〈Shaq-Fu Da Return〉이 1994년에 발표되어 오닐을 황금적 보장의 래퍼로 설립하였다.  그의 3번째 앨범 1996년의 〈You Can't Stop the Reign〉은 자신의 소유의 발행의 TWIsM 레코드사 아래에 발표되었다.  〈Respect〉는 1998년에 발표되었고, 〈Presents His Superfriends〉는 2001년에 나왔다.
오닐은 닉 놀테와 《Blue Chips》, 그리고 자신이 사운드트랙 앨범들을 녹음하기도 한 《Kazaam!》과 《Steel》을 포함한 몇몇의 영화들에 나오기도 하였다.  최근의 세월에 그는 영화와 텔레비전 프로젝트들의 다수에 일하였다.  2018년 그는 스포츠 코미디 《Uncle Drew》에서 카이리 어빙, 티파니 해디시와 전 NBA 선수들의 다수와 함께 출연하였다.
추가적으로 오닐은 자신의 교육에 진출하는 데 시간의 거대한 거래를 바쳤는 데 2개의 졸업 학위를 얻었다.  2005년 플로리다주의 배리 대학교로부터 경영학의 석사를 취득하고 대학으로 돌아가 2012년 교육학에서 박사 학위를 취득하였다.

## 출연 작품
- 《블렌디드》 - 더그 역
- 《엉클 드류》

## 같이 보기
- 프리메이슨 목록